# Dalston (Kumbria)
Dalston – wieś i civil parish w Anglii, w Kumbrii, w dystrykcie (unitary authority) Cumberland. Leży 1 km na wschód od miasta Carlisle i 420 km na północny zachód od Londynu. W 2011 roku civil parish liczyła 2590 mieszkańców.